# Жермен, Поль
Поль Жерме́н (фр. Paul Germain, 28 августа 1920, Сен-Мало — 26 февраля 2009, Шатийон (О-де-Сен)) — французский учёный, физик и аэрогидромеханик.

## Биография
Окончил Высшую нормальную школу в Париже; в дальнейшем специализировался на математике, по которой и получил учёную степень, написав диссертацию под руководством Жоржа Валирона.
В 1949—1954 годах преподавал на факультете наук в институте механики институт аэронавтики в Пуатье, в 1954—1958 годах был профессором механики научного факультета университета Лилля — Северной Франции и Института гидромеханики в Лилле. В 1958—1977 годах занимал должность профессора механики научного факультета в Париже.
В 1962—1967 годах — директор Национального управления аэрокосмических исследований (ONERA), в 1977—1985 годах — профессор механики Политехнической школы.
Был избран членом Французской академии наук в 1970 году (корреспондент с 1965), состоял её непременным секретарём с 1975 по 1996 год. С 1984 по 1988 год возглавлял Международный союз теоретической и прикладной механики. В 1988 году был избран иностранным членом Академии наук СССР.
Был похоронен в Сент-Этьенн-де-Кросе.

## Научные интересы
Большая часть научных работ Жермена посвящена вопросам аэродинамики, магнитной гидродинамики, динамики плазмы, сверхзвуковых и околозвуковых течений и сверхзвуковых ударных волн.